# Hasegawa Tatsuya
Hasegawa Tatsuya (長谷川 竜也 Hasegawa Tatsuya, sinh ngày 7 tháng 3 năm 1994) là một cầu thủ bóng đá người Nhật Bản. Anh thi đấu cho Kawasaki Frontale.

## Thống kê câu lạc bộ
Cập nhật đến ngày 23 tháng 2 năm 2018.
| Thành tích câu lạc bộ | Thành tích câu lạc bộ | Thành tích câu lạc bộ | Giải vô địch | Giải vô địch | Cúp                   | Cúp                   | Cúp Liên đoàn | Cúp Liên đoàn | Châu lục | Châu lục  | Khác1   | Khác1     | Tổng cộng | Tổng cộng |
| Mùa giải              | Câu lạc bộ            | Giải vô địch          | Số trận      | Bàn thắng    | Số trận               | Bàn thắng             | Số trận       | Bàn thắng     | Số trận  | Bàn thắng | Số trận | Bàn thắng | Số trận   | Bàn thắng |
| Nhật Bản              | Nhật Bản              | Nhật Bản              | Giải vô địch | Giải vô địch | Cúp Hoàng đế Nhật Bản | Cúp Hoàng đế Nhật Bản | J. League Cup | J. League Cup | AFC      | AFC       | Khác    | Khác      | Tổng cộng | Tổng cộng |
| --------------------- | --------------------- | --------------------- | ------------ | ------------ | --------------------- | --------------------- | ------------- | ------------- | -------- | --------- | ------- | --------- | --------- | --------- |
| 2016                  | Kawasaki Frontale     | J1 League             | 2            | 1            | 2                     | 0                     | 3             | 0             | –        | –         | 1       | 0         | 8         | 1         |
| 2017                  | Kawasaki Frontale     | J1 League             | 24           | 5            | 3                     | 1                     | 4             | 1             | 4        | 2         | –       | –         | 35        | 9         |
| Tổng                  | Tổng                  | Tổng                  | 26           | 6            | 5                     | 1                     | 7             | 1             | 4        | 1         | 1       | 0         | 43        | 10        |

1Bao gồm J. League Championship.